# Riemann–Siegels thetafunktion
Inom matematiken är Riemann–Siegels thetafunktion en speciell funktion definierad med hjälp av gammafunktionen som
{\displaystyle \theta (t)=\arg \left(\Gamma \left({\frac {2it+1}{4}}\right)\right)-{\frac {\log \pi }{2}}t}
för reella värden på t. Här väjs argumentet så att man får en kontinuerlig funktion och så att {\displaystyle \theta (0)=0}.
Den har den asymptotiska expansionen
{\displaystyle \theta (t)\sim {\frac {t}{2}}\log {\frac {t}{2\pi }}-{\frac {t}{2}}-{\frac {\pi }{8}}+{\frac {1}{48t}}+{\frac {7}{5760t^{3}}}+\cdots }
som inte konvergerar, men vars första termer ger en god approximation för {\displaystyle t\gg 1}. Dess Taylorserie runt 0 konvergerar för {\displaystyle |t|<1/2} och ges av
{\displaystyle \theta (t)=-{\frac {t}{2}}\log \pi +\sum _{k=0}^{\infty }{\frac {(-1)^{k}\psi ^{(2k)}\left({\frac {1}{4}}\right)}{(2k+1)!}}\left({\frac {t}{2}}\right)^{2k+1}}
där {\displaystyle \psi ^{(2k)}} betecknar polygammafunktionen av ordning {\displaystyle 2k}.
Riemann–Siegels thetafunktion är viktig i teorin av Riemanns zetafunktion eftersom den kan rotera zetafunktionen så att den blir den reellvärda Z-funktionen vid den kritiska linjen {\displaystyle s=1/2+it}.